# Trichogyne lerouxiae
Trichogyne lerouxiae là một loài thực vật có hoa trong họ Cúc. Loài này được Beyers miêu tả khoa học đầu tiên năm 1995.